# 枯莠隆
枯莠隆（化学名：3-[4-(4-甲氧基苯氧基)苯基]-1,1-二甲基脲）是一种含氮有机化合物，化学式C16H18N2O3，属于苯尿素类除草剂。